# ديفيد ديفيس ووكر
ديفيد ديفيس ووكر (بالإنجليزية: David Davis Walker)‏ هو سياسي أمريكي، ولد في 19 يناير 1840 في بلومنجتون في الولايات المتحدة، وتوفي في 4 أكتوبر 1918 في كينبونكبورت في الولايات المتحدة.